# Carpo (figlio di Zefiro)
Carpo (in greco antico: Καρπός?, Karpós, letteralmente "frutto") nella mitologia greca era un giovane noto ed ammirato per la sua grande bellezza.
Figlio di Zefiro (il vento di ponente) e di Clori (la primavera o nuova vegetazione-fioritura), viene così ad assumere in se stesso una metafora naturale: il vento di ponente che annuncia la rinnovata crescita primaverile, che in seguito darà i frutti. Carpo si trova quindi ad avere il potere di accrescere ed aggiungere sapore, colore e vita ai frutti e per le sue funzioni è associabile alla dea romana Pomona.

## Mitologia
La sua vicenda viene raccontata da Nonno di Panopoli nel suo poema epico intitolato Dionisiache: si narra dell'amore vicendevole tra due giovani, Carpo e Calamo (figlio del re Meandro, da cui prese il nome il fiume). Carpo annegò proprio in quel fiume, mentre i due amanti si trovavano impegnati in una competizione, una gara di nuoto.
Calamo, sopraffatto dal dolore per aver perso il suo compagno, si lasciò anch'egli annegare tra le stesse acque. Egli sarà poi trasformato in una canna acquatica, il cui frusciare al vento è interpretato come un perenne sospiro di lamentazione.